# TMNT – Teenage Mutant Ninja Turtles
TMNT – Teenage Mutant Ninja Turtles (Originaltitel: TMNT) ist eine US-amerikanische, komplett computeranimierte Adaption der Comicserie Teenage Mutant Ninja Turtles. Der Film greift auf Geschehnisse aus zwei Reihen zurück, da dieser Film sowohl eine Fortsetzung der Turtles-Realfilme Reihe aus den 90er-Jahren darstellt, als auch auf der neuen Zeichentrickserie der frühen 2000er-Jahre basiert. Dies ist unter anderem daran festzumachen, dass April O’Neal gleich der zweiten Serie Antiquitätenhänderlin ist, in Splinters Zimmer auf seinem Regal jedoch das Zeitreisezepter aus Turtles III zu sehen ist, sowie andere Reliquien aus den Realverfilmungen I – III.
Der Filmstart in Deutschland war am 12. April 2007.

## Inhalt
Shredder ist tot und die Turtles haben sich in alle Winde verstreut. Michelangelo arbeitet als Clown für Partys, Donatello arbeitet in der Telefonhotline und hilft bei Computerproblemen weiter und Raphael kämpft allein für Recht und Ordnung auf den Straßen von New York City. Leonardo wurde von Splinter in den Urwald geschickt, um zu trainieren und ein noch besserer Anführer zu werden.
Nachdem Leonardo nach über einem Jahr später aus seinem Training zurückkehrt, soll er aus der auseinandergefallenen Gruppe wieder ein Team machen. Die Aufgabe erweist sich als alles andere als einfach. Gerade Raphael hat die Zeit ohne seinen großen Bruder nicht wirklich gutgetan. Seine Nächte als heimlicher Rächer und sein Doppelleben haben ihn „rebellisch“ gemacht und er will sich keinem Anführer mehr unterordnen.
Parallel zum Training versucht der reiche Industriemagnat Max Winters mit Hilfe von Shredders Nachfolgerin Karai 13 Monster einzufangen, um ein Ritual durchzuführen, das nur alle 3000 Jahre erfolgen kann. Er hat es schon einmal vor 3000 Jahren durchgeführt, was ihm damals Unsterblichkeit gebracht hat, aber auch seine vier treuen Gefährten in Steinfiguren verwandelte. Darüber hinaus wurden die 13 Monster auf die Welt losgelassen. Max Winters hatte die darauf folgenden 3000 Jahre seine Tat bereut und will mit Hilfe seiner Gefolgsleute das Ritual rückgängig machen. Die zu neuem Leben erwachten Steinfiguren haben aber andere Pläne. Sie wollen aus der anderen Dimension noch mehr Monster auf die Welt transferieren, um die Weltherrschaft an sich zu reißen.
Nach einem Kampf zwischen dem rebellischen Raphael und Leonardo wird Leonardo von den Steinfiguren gefangen genommen. Die Steinfiguren wollen Leonardo als falsches Monster dem Ritual opfern, da sie das Ritual manipulieren wollen. Meister Splinter sieht sich gezwungen, die Turtles wieder an die Oberfläche zu lassen. Der anschließende Kampf endet damit, dass die Generäle zusammen mit den 13 Monstern – das letzte wurde inzwischen auch gefunden – in einen Dimensionsriss geschleudert werden, der sich daraufhin wieder schließt. Danach stirbt jedoch auch Winters, der mit der Bannung der 13 Monster auch seine Unsterblichkeit verliert.

## Hintergrund
- Für den am 21. Juli 2006 verstorbenen Makoto Iwamatsu war dies die letzte Rolle.
- Das Budget des Films lag bei 34 Millionen US-Dollar, er spielte weltweit 94.643.244 US-Dollar ein.[3]
- Der Film greift einige Elemente aus der originalen Comicserie auf. So ist April nun Antiquitätenhändlerin wie in der Vorlage und Karai die Nachfolgerin von Shredder, zudem hat TMNT einen etwas düsteren Unterton, wie er – noch etwas intensiver – in der Vorlage zu finden war.

## Synchronisation
| Rolle          | englischer Sprecher      | deutscher Sprecher |
| -------------- | ------------------------ | ------------------ |
| Donatello      | Mitchell Whitfield       | Bernhard Völger    |
| Leonardo       | James Arnold Taylor      | Simon Jäger        |
| Michelangelo   | Mikey Kelley             | Frank Schaff       |
| Raphael        | Nolan North              | Michael Iwannek    |
| Karai          | Zhang Ziyi               | Maria Koschny      |
| General Aquila | Kevin Michael Richardson | Jan Spitzer        |
| Splinter       | Makoto Iwamatsu          | Karl Heinz Oppel   |
| April          | Sarah Michelle Gellar    | Nana Spier         |
| Max Winters    | Patrick Stewart          | Ernst Meincke      |
| Casey Jones    | Chris Evans              | Marcel Collé       |

## Kritiken
„Werbespot für PC-Spiele und Plastikfigürchen. Selbst schuld, wer dafür Eintritt zahlt.“

„Technisch ist ‚TMNT‘ nahezu einwandfrei umgesetzt. Die Animationen sind auf dem modernsten Stand der Technik, die Musik ist mitreißend und das Design der Figuren und der Umgebung überaus gelungen. […] Die Big-Budget-Frischzellenkur von Regisseur und Co-Autor Kevin Munroe ist aufgegangen.“

„Zwar ernüchtert der Trickfilm durch die arg schlichte Handlung, doch verhelfen die 3-D-Computereffekte der Action und den Charakteren zu einer einigermaßen unterhaltsamen Wiederbelebung.“